# Mariangela Di Trapani
Mariangela Di Trapani, née à Palerme en Sicile, est une criminelle italienne, connue pour être l'une des patronnes de la Cosa Nostra. En famille, elle est appelée  A Picciridda (la petite fille) mais tout le monde la considère comme La Padrona (La Patronne) en raison de son influence et de son rôle dans la mafia sicilienne. En 2017, elle est arrêtée par les carabiniers dans une opération anti-mafia.

## Biographie

### Enfance et vie privée
Mariangela Di Trapani nait à Palerme[réf. souhaitée] dans une famille de mafieux italiens. Elle est la fille de Nicolò Di Trapani et la sœur de Cicco Di Trapani, tous deux des anciens chefs mafieux,.
En 1992, elle épouse Salvino Madonia, fils de Francesco Madonia. Elle abandonne l'école dès le plus jeune âge après l'arrestation de son père[réf. à confirmer]. En 2000, elle réussit à concevoir un enfant, par insémination artificielle, avec son mari condamné à perpétuité pour le meurtre de l'entrepreneur sicilien, Libero Grassi. En 2007, l'administration pénitentiaire refuse d'exécuter une décision judiciaire afin de l'aider à avoir un second enfant avec Salvinio, par la même méthode.

### Implication criminelle et arrestation
Elle passe toute sa vie au service de la Cosa Nostra. De 2008 à 2015, elle purge sept ans en prison pour avoir transmis des ordres criminels de son mari incarcéré au clan mafieux de Resuttana dirigé par sa belle-famille,,.
Dès sa libération, de messagère, elle passe au stade de La Padrona (La Patronne) de la mafia sicilienne,. Après la mort de Toto Riina et l'incarcération de nombreux chefs mafieux, elle est soupçonnée d'entreprendre la réorganisation des clans de la Cosa Nostra,.
La justice la poursuit pour association mafieuse, extorsions (le pizzo) et tentatives d'extorsions à Palerme. Le 5 décembre 2017, les carabiniers l'arrêtent, à nouveau, dans une opération anti-mafia baptisée ''Taléa'',,.